# エットーレ・デズデーリ
エットーレ・デズデーリ（Ettore Desderi, 1892年12月10日 アスティ - 1974年11月23日 フィレンツェ）はイタリアの作曲家。
作曲をトリノ音楽院に学び、1921年に卒業。その間に建築学を修めて1920年に学位を取得している。その後フィレンツェにてイルデブランド・ピッツェッティに師事。建築家として生計を立てようと試みてから音楽活動に入った。1933年から1941年までアレッサンドリア音楽院の院長を務め、その後ミラノ音楽院やボローニャ音楽院の教授を歴任した。1963年に引退した。
カンタータ《ヨブ》（1927年）などの宗教音楽の作曲家として知られている。器楽曲や歌曲も手懸けており、ジャズに触発された楽曲もいくつか遺している。作品は、主にフランクやブラームス、レーガーの作風からの影響が見受けられる。